# Gentilândia Atlético Clube
El Gentilândia Atlético Clube fue un equipo de fútbol de Brasil que jugó en el Campeonato Cearense, la primera división del estado de Ceará. En 1966 fue uno de los equipos fundadores del Campeonato Cearense de Segunda División.

## Historia
Fue fundado el 1 de enero de 1934 en el municipio de Fortaleza, Brasil por un grupo de deportistas locales encabezado por Oton Sobral, Moacir Machado, Jandir Machado, Paulo Araújo, José Lemos y Raimundo Cals. El nombre del club era por el barrio donde estaba ubicada la sede del club, participando en el Campeonato Cearense desde 1934 a 1937 cuando abandona la liga por diferencias con la Asociación Deportiva Cearense.
En los siguientes años estuvo en las ligas municipales hasta que en 1944 participa de manera formal en el Campeonato Cearense nuevamente, y en 1948 pasa a participar en el Campeonato Cearense como equipo profesional por primera vez. En 1956 vence al Ceará Sporting Club 1-0 y se convierte en campeón estatal por primera vez, teniendo sus mejores años a finales de los años 1950 ya que tres años después gana el torneo inicio estatal por primera vez.
Posteriormente el club tuvo muy malos resultados en la temporadas siguientes en el Campeonato Cearense que lo llevaron a ser uno de los equipos fundadores del Campeonato Cearense de Segunda División en 1966, abandonando la liga con solo tres partidos jugados. El club retornaría a la actividad en 1968 donde finalizaría en último lugar de la segunda división estatal y desaparece tras desvincularse de la Federación Cearense de Fútbol.
El club se ubica entre los primeros 20 equipo de la clasificación general del Campeonato Cearense desde entonces, y actualmente es el único equipo representante de un barrio en ganar el Campeonato Cearense.

## Palmarés
- Campeonato Cearense: 1

1956
- Torneo Inicio Cearense: 1

1959

## Jugadores

### Jugadores destacados
- Pedrinho
- Zécandido